# Johnny Griparic
Johnny „Blackout“ Griparic (*15. dubna 1969, Jönköping, Švédsko) je americký hudebník švédského původu. Hrál s mnoha různými kapelami a umělci, například se Slash's Snakepit, BB Chung King & the Buddaheads a Richiem Kotzenem. Johnny hrál na baskytaru také v blues-rockové kapele Slash's Blues Ball kytaristy skupiny Guns N' Roses Slashe, než se v roce 1998 připojil k jeho další kapele – Snakepit.

## Biografie
Johnny Griparic se narodil v roce 1969 ve švédském Jönköpingu. V osmnácti letech se Johnny přestěhoval do Ameriky, kde se stal úspěšným baskytaristou.
Na začátku devadesátých let se Johnny Griparic připojil k bluesové kapele The Bad Boys of Blues, kterou založil kytarista Nick Koga, a hraje s ní do současnosti. V roce 1996 absolvoval Johnny se Slashovou skupinou Slash's Blues Ball turné po Americe. V roce 1996 hrál Griparic také na albu Buddaheads Play Hard, které vyšlo v Japonsku u Kaigan Entertainment Co. a hrál s Buddaheads i na kompilačním vánočním albu Acoustic Christmas ve skladbě „Rudolph the Red Nosed Reindeer“.
V roce 1997 hrál Johnny Griparic s B. J. Sharpovou na jejím albu Never Felt No Blues, které vyšlo u Critique Records. Griparic koncertoval se Slashovou kapelou Blues Ball až do roku 1998, dokud se Slash nerozhodl skupinu rozpustit a dát dohromady druhou svou původní formaci Snakepit. Dalšími členy byli Slash – sólová kytara, Teddy Andreadis – klávesy, Ryan Roxie – rytmická kytara a Matt Laug – bicí. Skupina poté začala vybírat zpěváky, Johnny navrhl zpěváka Roda Jacksona ze skupiny Ragdoll, který se nakonec zpěvu také ujal. V roce 1998 Griparic hrál na albu Rubber bývalého kytaristy skupiny Guns N' Roses (a Snakepitu) Gilbyho Clarka, na albu Shine Jeffa Naideaua a na albu Mississippi Queen skupiny Buddaheads.
V roce 1999 hrál Johnny se Snakepitem na předalbovém turné, v rámci kterého kapela odehrála řadu koncertů po celých Spojených státech. Před turné, během něj a po něm kapela napsala písně, které se následně objevily na chystané desce. V roce 2000 Slash's Snakepit vydali u Koch Records album Ain't Life Grand (na kterém se Johnny podílel jako spoluautor všech písní) a poté předskakovali AC/DC na jejich Stiff Upper Lip Tour 2000. V roce 2000 hrál Johnny v několika písních na albu Stevie Rachelle Since Sixty Six. Po absolvování turné s AC/DC se Slashova skupina Snakepit vydala na vlastní světové turné. Turné skončilo koncem roku 2001 a s ním i kapela. Slash rozpustil Snakepit a krátce na to založil skupinu Velvet Revolver (tehdy známou jako The Project).
V roce 2002 Johnny s dalším ex-členem Snakepitu Rodem Jacksonem napsali, nahráli a produkovali tři písně k filmu Halloween: Vzkříšení – „Knockdown Chant“, „Can't Change Your Mind“ a „Tina“; byly vydány prostřednictvím Adriana Music (ASCAP) & Yee-Yah Music (ASCAP). V roce 2002 Griparic hrál znovu na albu Gilbyho Clarka – Swag, které vyšlo u Pavement Music. V roce 2003 hrál Johnny na albu BB Chung King & the Buddaheads Mumbo Jumbo (vydáno prostřednictvím Wilshire Park Entertainment) a v roce 2004 hrál se skupinou Jimmy Z and the ZTribe na albu The Heart and Soul of a Jaguar (Corazón Y Alma de un Jaguar) (Zavala Songs Inc.).
V roce 2009 se znovu shledal se Slashem v jeho malém projektu Slash & Friends. Jednalo se o další cover kapelu jako byl Blues Ball, ovšem členové byli kromě Slashe, Teddyho Andreadise a Griparice jiní – Franky Perez (zpěv), John 5 (kytara), Dave Navarro (kytara), Chris Chaney (bass), Jason Bonham (bicí), Tommy Clufetos (bicí), Travis Barker (bicí). Skupina se různě prostřídala a měla celkem 3 vystoupení, dvě v USA a jedno v Norsku. Součástí vystoupení byla i řada hostů.
Hrál se skupinami nebo interprety:
- Slash's Snakepit (1998–2001)
- Slash's Blues Ball (1996–1998)
- Richie Kotzen
- Sonofabitch
- BB Chung King & the Buddaheads
- The Possibilities
- Jimmy Z and the Z-Tribe
- Kitto
- Julia Othmer
- Stevie Rachelle
- Stefan „Big Swede“ Svensson
- B.J. Sharp
- Jeff Naideau
- Gilby Clarke
- Triggerdaddy
- Nina Hagen
- The Screamin' Cocktails
- Ladies Night
- Jeff Meadows
- The Bad Boys of Blues

## Diskografie

### B.J. Sharp
- Never Felt No Blues (1997)

### Slash's Snakepit
- Ain't Life Grand (2000)

### Gilby Clarke
- Rubber (1998)
- Swag (2002)

### Stevie Rachelle
- Since Sixty Six (2000)

### BB Chung King & the Buddaheads
- Play Hard (1996)
- Mumbo Jumbo (2003)

### Jimmy Z and the ZTribe
- The Heart and Soul of a Jaguar (Corazón Y Alma de un Jaguar) (2004)

### Richie Kotzen
- Bootlegged In Brazil (2008)
- Live In Sao Paulo (2008)